# دهستان کنارشهر
دهستان کنارشهر دهستانی است از توابع بخش مرکزی شهرستان بردسکن در استان خراسان رضوی ایران، مرکز این دهستان روستای شفیع‌آباد است و براساس سرشماری سال ۱۳۹۵ جمعیت آن ۵٬۵۰۴ نفر (۱٬۸۳۲ خانوار) بوده است.

## روستاها
- آب‌نو
- سعادت‌آباد
- سیف‌آباد
- شفیع‌آباد
- علی‌آباد
- علی‌آباد کشمر
- کلاته نو
- هادی‌آباد